# Leo Wehrmann
Leo Wehrmann (* 10. Dezember 1840 in Frankfurt (Oder); † 9. September 1919 in Berlin) war ein deutscher Verwaltungsjurist und als Ministerialdirektor Leiter der Verwaltungsabteilung in der Abteilung für das Eisenbahnwesen im Preußischen Ministerium der öffentlichen Arbeiten.

## Leben
Nach Umzug der Familie nach Berlin besuchte Leo Wehrmann, Sohn eines Regierungsassessors, dort das Französische Gymnasium und bestand im Alter von 17 Jahren das Abitur. Danach absolvierte er ein einjähriges landwirtschaftliches Praktikum, weil sein Vater ihn „für zu jung für das Studentenleben hielt“. So bezog er erst 1858 die Universität Göttingen und schloss sich sogleich der Burschenschaft Hannovera an. Das Jurastudium setzte er in Berlin fort. Die Referendarzeit im Bezirk des Kammergerichts Berlin wurde durch Teilnahme an den Kriegen von 1864 und 1866 unterbrochen; beim Sturm auf die Düppeler Schanzen im Deutsch-Dänischen Krieg zeichnete Wehrmann sich aus.
Nachdem er zwei Jahre als Gerichtsassessor tätig gewesen war, wechselte er 1868 zur preußischen Eisenbahnverwaltung und wurde zunächst bei der Eisenbahndirektion Elberfeld eingesetzt. 1876 erfolgte die Ernennung zum Regierungsrat, 1881 die Beförderung zum Oberregierungsrat bei der Eisenbahndirektion Bromberg. Zwei Jahre versah er Dienst bei der Eisenbahndirektion Erfurt, deren Präsident er 1892 wurde. Im Jahr darauf übernahm der als Präsident die weit größere Eisenbahndirektion Breslau. 1899 wurde er in das Preußische Ministerium der Öffentlichen Arbeiten berufen und leitete hier als Ministerialdirektor die Verwaltungsabteilung in der Verkehrsabteilung. Seine Bemühungen um eine Zuständigkeit des Reiches für das Eisenbahnwesen in Deutschland waren nicht von Erfolg gekrönt, doch gelang es ihm vielfach, einheitliche Regelungen in den deutschen Ländern zu schaffen. Gewürdigt wurde seine Arbeit durch Verleihung des Preußischen Roten Adlerorders II. Klasse mit Stern und Eichenlaub sowie des Preußischen Kronenordens I. Klasse.
1903 benannte man die Wehrmannstraße in der Nähe des Bahnhofs von Wilhelmsburg (damals selbständige Ortschaft in der preußischen Provinz Hannover, heute Stadtteil von Hamburg) nach ihm. 1908 erhielt er den Titel „Exzellenz“. Anlässlich seiner Pensionierung 1909 wurde er zum Wirklichen Geheimen Oberregierungsrat ernannt.
1914 wurde er Mitglied der Gesetzlosen Gesellschaft zu Berlin, einem 1809 gegründeten, heute noch bestehenden Herrenclub, der sich der Pflege von Tradition, Kultur und Wissenschaft verpflichtet fühlt.

## Schriften
- Reisestudien über Anlagen und Einrichtungen der englischen Eisenbahnen, insbesondere über die Organisation des Güter-Verkehrs und das Transportwesen, Elberfeld: Bädeker, 1877
- Die Verwaltung der Eisenbahnen, Berlin: Springer, 1913